# شهرستان گرنت (مینه‌سوتا)
شهرستان گرانت، مینه‌سوتا (به انگلیسی: Grant County, Minnesota) شهرستانی در ایالات متحده آمریکا است که در مینه‌سوتا واقع شده‌است.